# Björn Bente

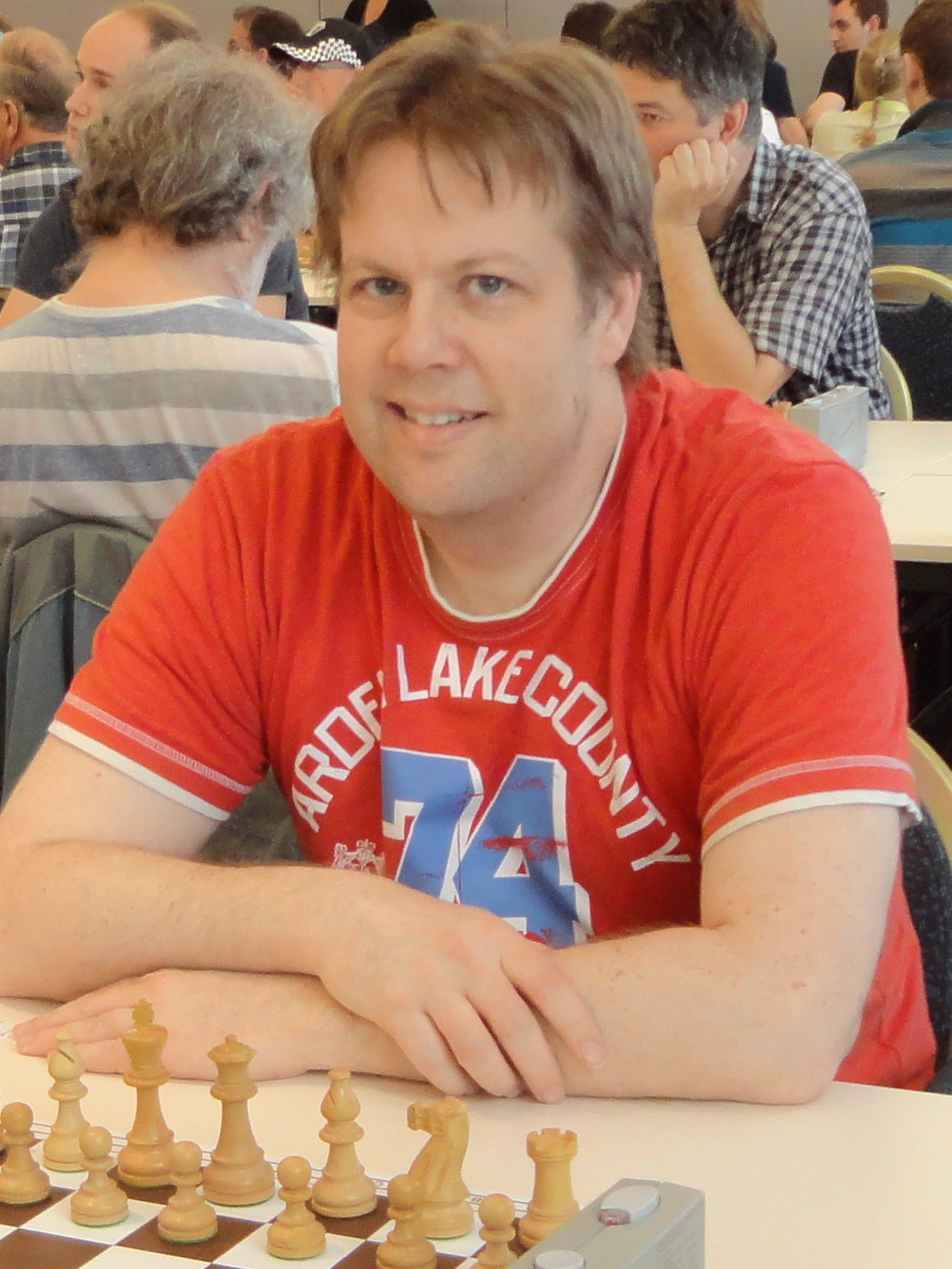
Björn Bente, Halle 2016

Björn Bente (* 15. Februar 1974 in Braunschweig; † 3. März 2023) war ein deutscher Schachspieler. Er war 2015 Dähne-Pokal-Sieger.

## Schach
Björn Bente spielte bei der Hamburger Landesmeisterschaft 1993.
Seit 2003 nahm er an den Deutschen Schachamateurmeisterschaften teil. Im Jahr 2004 spielte er in Verden (Aller) bei der Landesmeisterschaft von Niedersachsen. Er nahm teil an den Europameisterschaften 2004 in Antalya, die Wassyl Iwantschuk gewann. und 2007 in Dresden (Sieger Vladislav Tkachiev). Außerdem spielte er beim ZMD-Open 2006 in Dresden.
Er wurde Sechster bei der Deutschen Schacheinzelmeisterschaft 2016 in Lübeck, die Sergei Kalinitschew gewann.

### Mannschaftskämpfe
Er spielte Mannschaftsschach bei den Hochschulmannschaftsmeisterschaften 1994 und 1998.
Für den Hamburger Schachklub von 1830 spielte er bei deutschen Pokalmannschaftsmeisterschaften und seit 1995 in der Oberliga Nord.

### Sonstiges
Er war FIDE-Meister (seit 2015) und war Mitglied im Verein Hamburger SK. Seine höchste Elo-Zahl war 2314 (April 2017).